# General San Martín (subte de Buenos Aires)
La estación General San Martín es parte de la línea C de la red de subterráneos de la Ciudad de Buenos Aires. Se encuentra ubicada en la intersección de la Avenida Santa Fe , la calle Esmeralda y la calle  Maipú  bajo la Plaza San Martín en el barrio de Retiro.
Originalmente la línea C tenía una traza ligeramente diferente, en la cual las estaciones Retiro y Lavalle estaban unidas por una curva pronunciada que impedía el emplazamiento de una estación. La compañía constructora, la española CHADOPyF, solicitó autorización para alterar el trayecto de la línea, inaugurándose la estación General San Martín el 17 de agosto de 1937 y quedando el viejo trayecto como cochera.
En 1997 esta estación fue declarada Monumento Histórico Nacional.

## Decoración
La estación General San Martín no poseía originalmente los murales cerámicos característicos de la línea C, que le dieron en los años 1930 el mote de «línea de los españoles», debido a su inauguración tardía. Fue recién en 1969 que la concesionaria pública SBA la dotó de una serie de 8 murales hechos en cemento policromado por el artista plástico Rodolfo Medina. El tema común fue La gesta sanmartiniana, expresada conceptualmente e incluso de forma abstracta en algunos casos: de la esclavitud inicial surge la chispa de la Libertad que emerge como un Sol (mural 3), se da el Grito de la Libertad y la voz se corre (mural 4). El mural 5 recuerda la donación de joyas, su fundición y la confección de banderas por parte de las damas mendocinas, y el 6 recuerda las grandes batallas libradas por la independencia de Chile. El mural 7 representa el triunfo final mediante un Sol victorioso, el abrazo de Guayaquil, y el amor y reconocimiento hacia el Libertador, mientras que el 8 cierra el ciclo con el homenaje final con clarines, palomas que emprenden vuelo, una madre con su niño en brazos y los cañones que ya no disparan.
Luego del inicio de su concesión en 1994, la empresa privada Metrovías se encargó de refaccionar la estación nuevamente, cubriendo las paredes de sus andenes, boletería y pasillos con material asfáltico pintado de negro y ocre, así como de instalar nuevos murales en sus andenes: El Sur de Luís Fernando Benedit e Introducción histórica de Luis Felipe Noé.
Durante diciembre de 2015 se instalaron dos murales de mosaico veneciano, de los artistas Marcela Mouján y Nushi Muntaabski, con motivos de flora autóctona pampeana con representaciones de ceibo, jacaranda y palo borracho entre otros.

## Hitos urbanos
Se encuentran en las cercanías de esta:
- San Martín
- Palacio Paz
- Hotel Plaza
- Edificio Kavanagh
- Ministerio de Relaciones Exteriores y Culto
  - Palacio San Martín
  - Edificio Cancillería
  - Biblioteca del Centro de Economía Internacional
  - Museo de la Diplomacia Argentina
- Comisaría N° 15 de la Policía Federal Argentina
- Embajadas de: Finlandia y Suiza
- Consulados de: Sudáfrica, Portugal, Colombia, República Dominicana, Guatemala, Francia, Eslovenia y El Salvador
- Escuela Primaria Común/Adultos N° 6 French y Beruti
- Escuela Técnica N.º 12 Libertador Gral. José de San Martín
- Universidad Nacional de las Artes (UNA): Rectorado
- Biblioteca Fundación de Estudios Brasileiros
- Museo de Armas de la Nación Teniente General Pablo Ricchieri
- Administración de Parques Nacionales
  - Biblioteca Central y Centro de Documentación Perito Francisco P. Moreno
- Instituto del Cemento Portland Argentino
- Los Bares Notables: Plaza Bar, Confitería Saint Moritz y Florida Garden
- Casas de las provincias de Misiones, Entre Ríos y Jujuy

## Imágenes

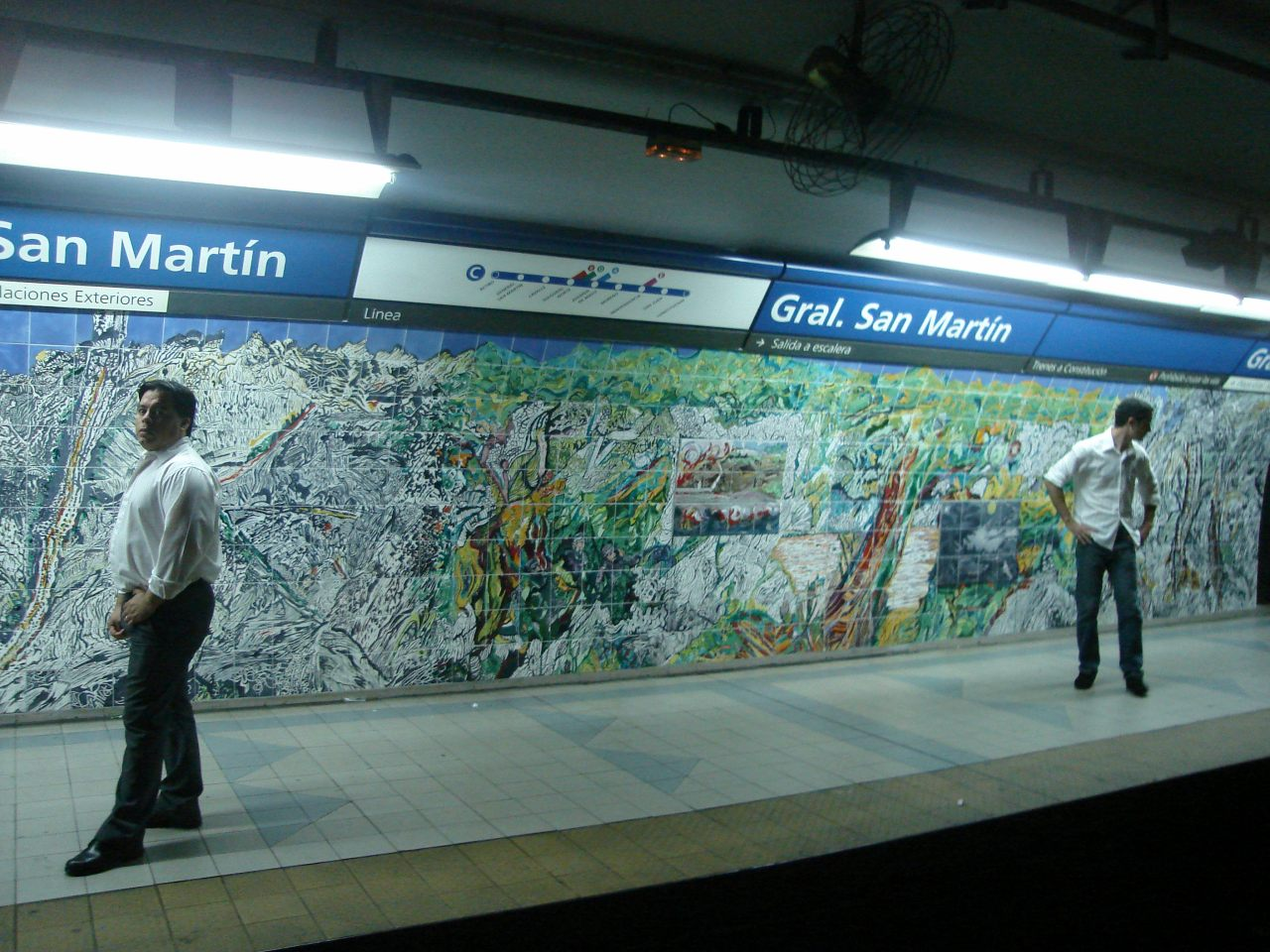
Mural en el andén a Constitución.
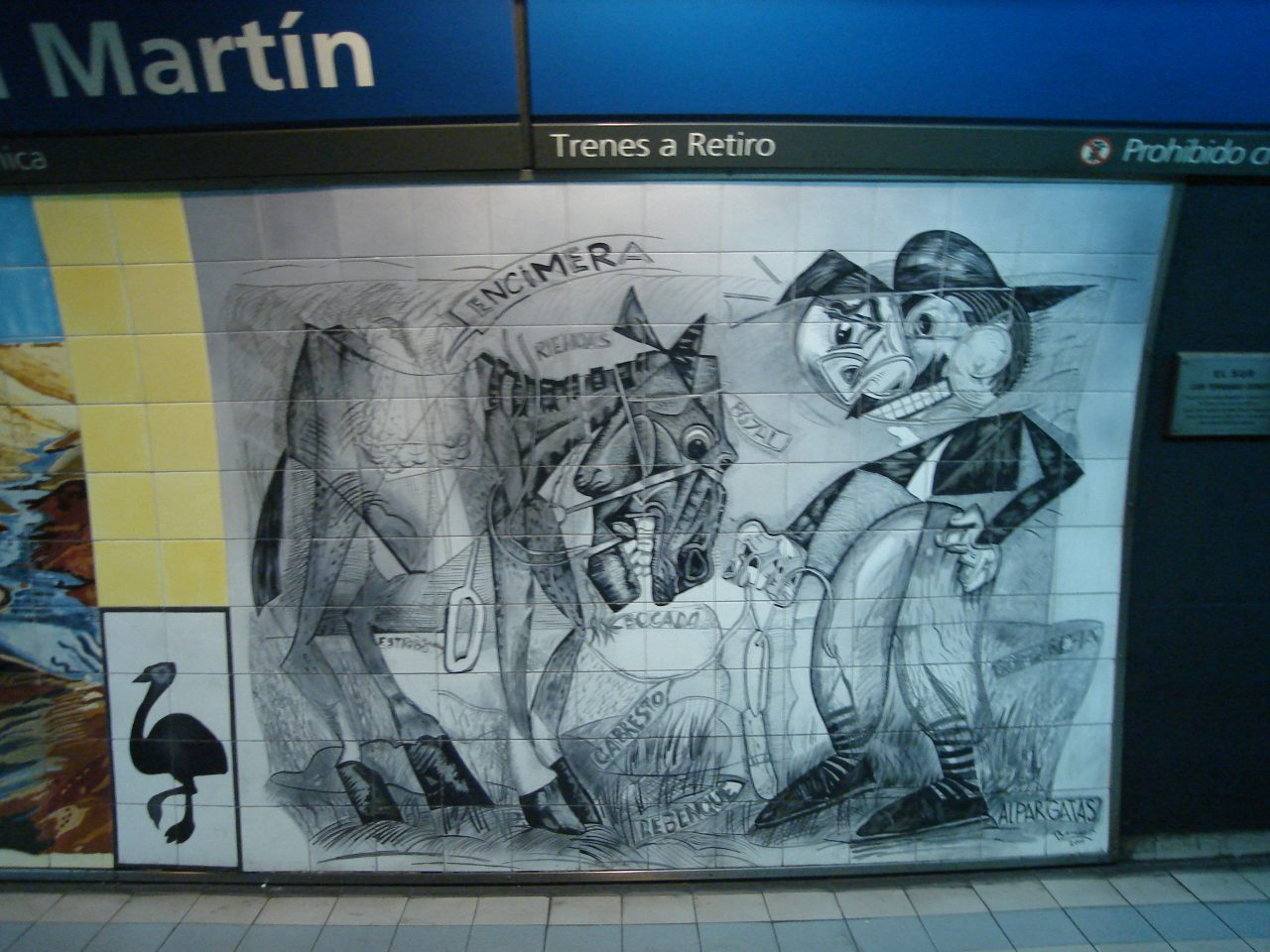
Mural en el andén a Retiro.
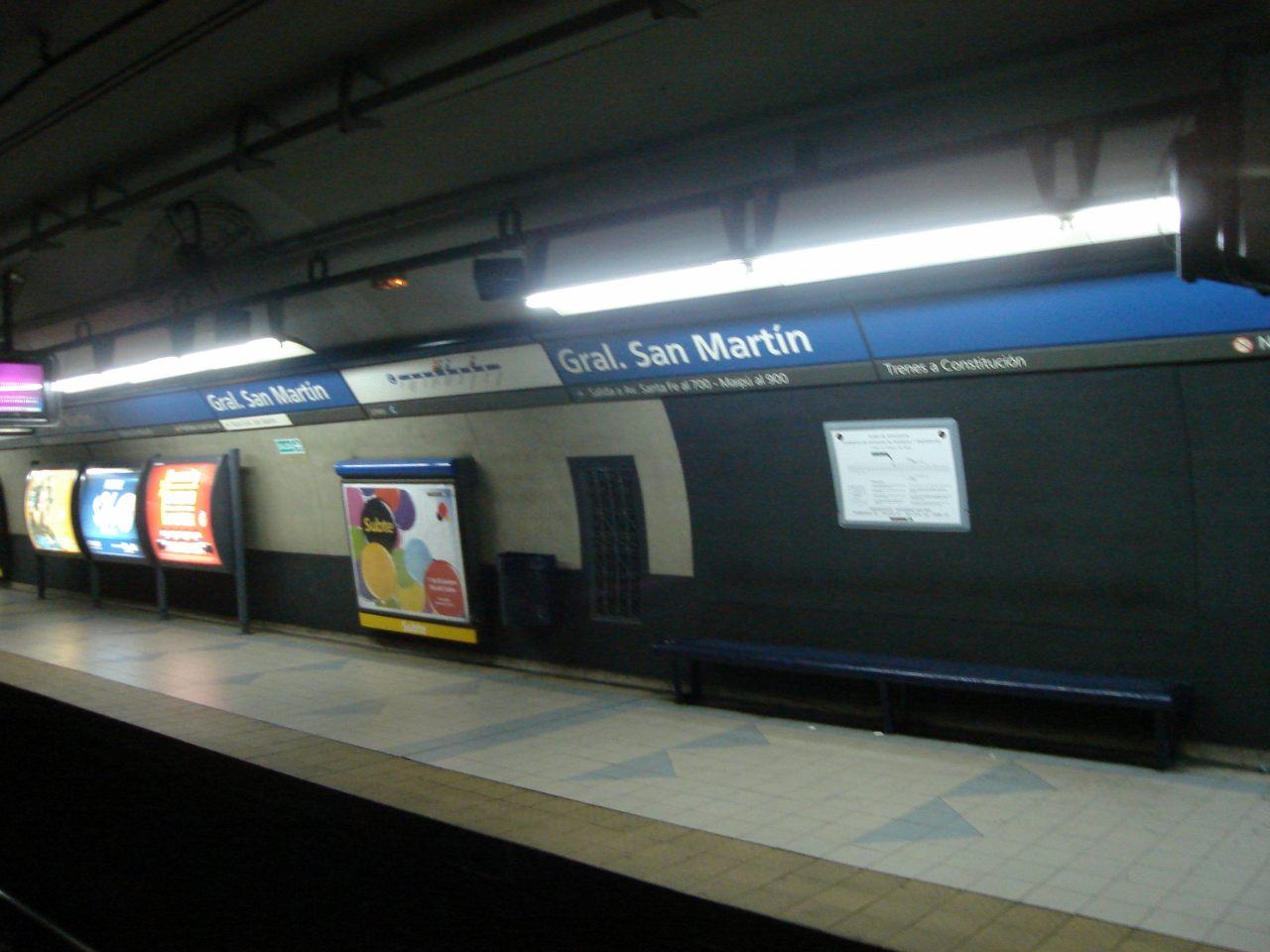
Vista del andén a Constitución en 2006
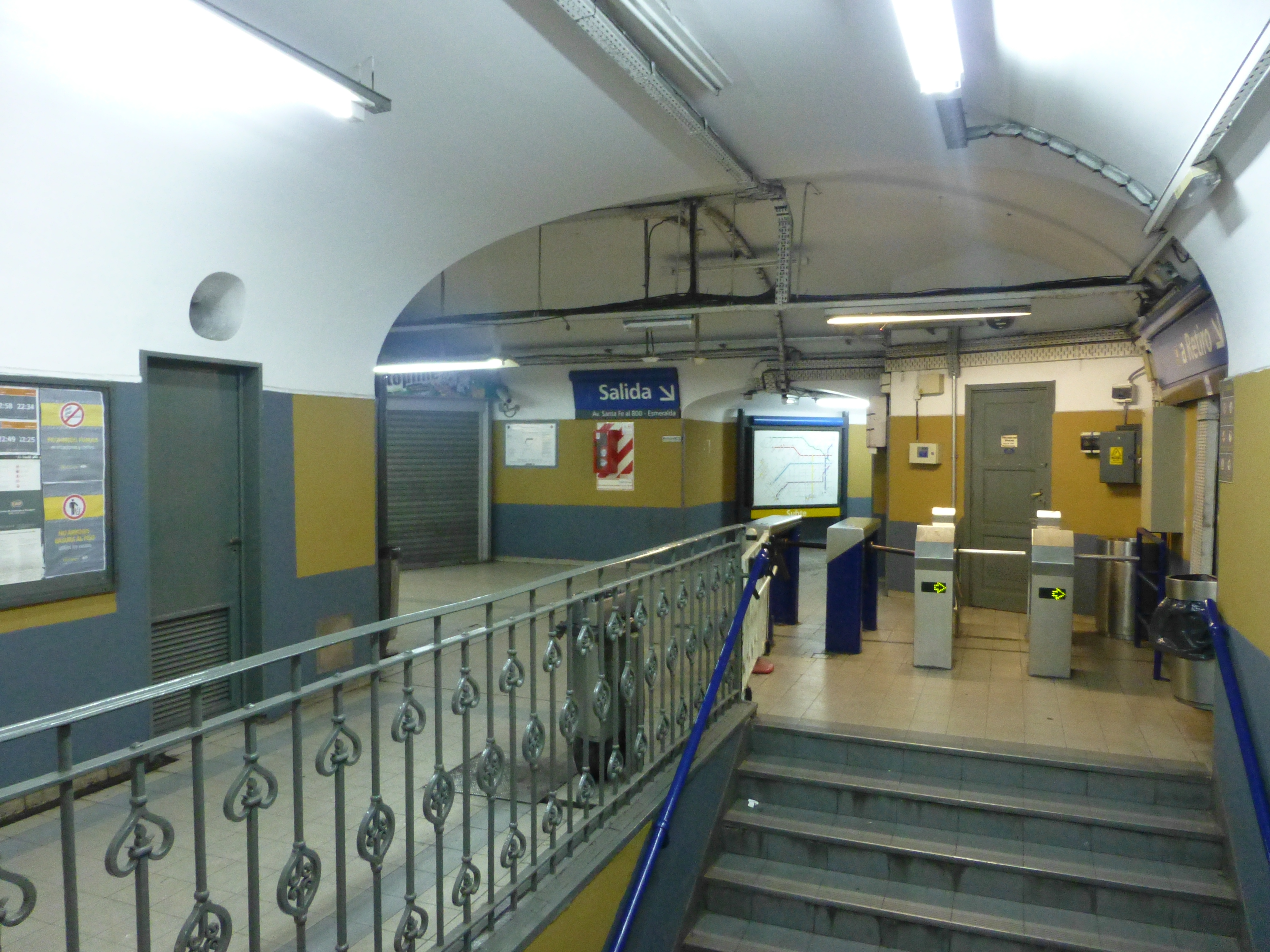
Interior de la estación.
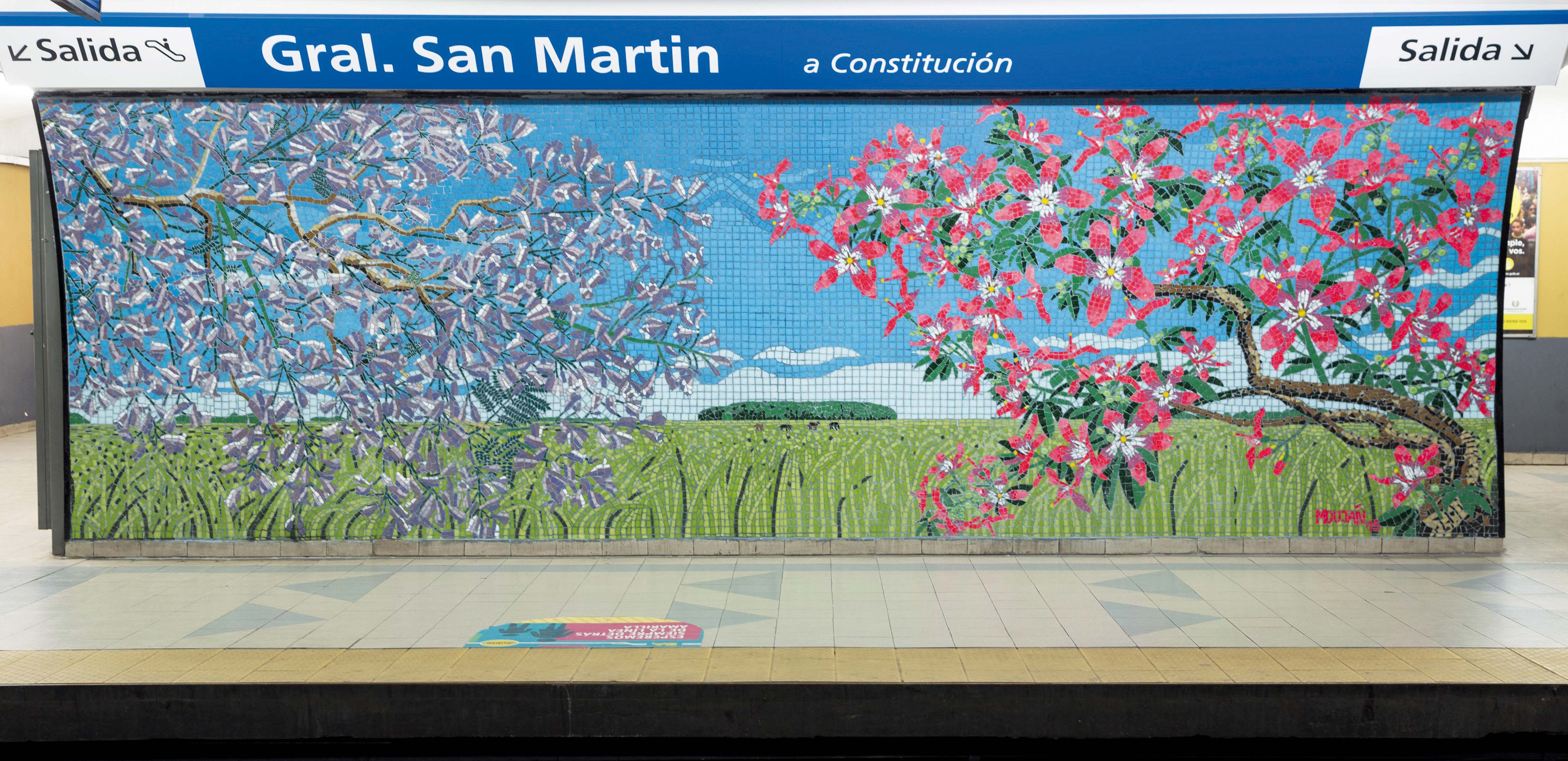
Mural en mosaico veneciano